# エスタディオ・アノエタ
エスタディオ・アノエタ（西: Estadio Municipal de Anoeta）は、スペインのバスク自治州・ギプスコア県・サン・セバスティアンにある多目的スタジアム。スポンサーシップ契約により、レアレ・アレーナ（Reale Arena）として知られる。収容人数は39,313人。サッカークラブのレアル・ソシエダのホームスタジアムであり、多くの場合サッカーの試合に使用される。2009-10シーズン以降、フランスのビアリッツに本拠地を置くラグビーユニオンクラブのビアリッツ・オランピックとアヴィロン・バイヨネは、ハイネケン・カップのホームゲームを収容人数の多いアノエタで開催することもある。サッカーの試合で使用されることが多いが、陸上トラックが併設されておりスタンドとピッチの距離が遠く、試合中に「冷めた」雰囲気が生じるため、スタジアムに対して不満を持つファンもいたが、陸上トラックの撤去を含む改修工事を行い、2019-20年シーズン途中よりサッカー専用スタジアムへ生まれ変わった。尚、このスタジアムはFCバルセロナが鬼門としていて、2007年から2017年までの10年間、このスタジアムで勝てていなかった。

## 歴史
1993年に開場し、サン・セバスティアン市が所有している。2004年、レアル・ソシエダのホセ・ルイス・アスティアサラン会長は、ギプスコアレナと呼ばれる計画を開始した。収容人数を42,000人まで増加させることを意図する、2007年に完了予定の計画であり、計画には陸上トラックの撤去も含まれた。この計画ではまた、ホテル、ショップ、他の施設の建設なども意図していたが、提案はすぐにサン・セバスティアン市議会に否認された。
2007年末に向けて、レアル・ソシエダの会長候補だったイニャキ・バディオラは、サン・セバスティアン市に向けてスタジアムの買収を提案したが、やはりすぐにサン・セバスティアン市議会に否認された。2008年、会長となったバディオラは新たにふたつの提案を行い、そのひとつは4年前のギプスコアレナに似通ったものだった。これらの提案はサン・セバスティアン市議会で検討されたが、2008年12月20日にバディオラは会長から退任した。続いて就任したホキン・アペリバイ会長はスタジアム改修の新たな試みを開始した。